# Eddine Belmahdi
 (décembre 2020).
Eddine Belmahdi est un styliste franco-algérien né à Chalon-sur-Saône en Bourgogne et basé à Paris. 

## Biographie
Ce styliste français,,, est né d’une mère franco-italienne et d’un père algérien. Il déclare : « Enfant, j’avais un rituel. C’était de regarder les défilés de mode à la télévision avec ma maman. Je lui disais qu’un jour, moi aussi je deviendrai styliste. »
Après un passage aux Beaux-arts de Lyon, il débute dans la couture à Lyon auprès d'une negafa (habilleuse traditionnelle maghrébine), puis va s'installer à Paris, où il se spécialise dans le dessin de mode,. Il affirme que sa première clientèle a été « composée d’Algériennes et de Maghrébines de France qui se sont reconnues dans son style et qui ont renoué avec leurs origines ». Il présente en 2015 sa première collection « Deeja » en hommage à sa grand-mère Khadija Belmahdi, décédée la même année.
Il participe à la seconde édition d'Alger Fashion en 2016, lors de laquelle il présente sa seconde collection « Miriam »,. Cette collection a pour vocation d’encourager les jeunes femmes d’Afrique du Nord à se ré-approprier leurs cultures et leurs héritages. Il affirme avoir mélangé les styles italien, français et algérien, et adapté le design algérien des vêtements traditionnels « afin qu'il puisse convenir à n'importe quelle femme, qu'elle soit américaine, française ou libanaise ».
Il est sélectionné en 2017 pour participer à l’émission de télévision Fashion Star Arabia diffusée sur les chaines DubaïOne et DubaïTv, et qui, selon Forbes « agrège des audiences record aux Emirats et dans la région ». Cette émission, présentée par Leila Ben Khalifa, met en concurrence les jeunes talents de la mode du monde arabe. Elle lui permet de rencontrer des « icônes de la mode », dont la styliste libanaise Reem Acra, qui fait partie du jury. Il va jusqu’en demi-finale. Etant le seul candidat autodidacte de la promotion, il est félicité par les juges et le public[réf. nécessaire].
Selon Forbes, cette participation à la Fashion Star Arabia agit comme un « catalyseur » pour Eddine Belmahdi. De retour à Paris, il se lance dans l’entrepreneuriat afin de développer son activité. Eddine Belmahdi affirme également avoir « constaté un avant et un après » après la Fashion Star Arabia. L'actrice Sara Tekaya, la chanteuse Kamilya Ward, la vedette télé Olivia Pierson deviennent ses clientes.
En 2018, il présente sa collection « Full Moon », une collection de karakous algériens réinterprétés. Interrogé par la rédaction de Dziriya, il déclare : « Full Moon est un hommage à toutes mes nuits blanches passées à essayer de réaliser mes rêves ». 
En 2019, il participe à la Fashion Week à Paris, et présente sa collection « Anthophila » dans un hôtel particulier face à l’arc de triomphe,,. 
En 2020, il présente une collection capsule sous format vidéo nommée « Caprice »[réf. souhaitée].
En 2022, il sort sa nouvelle collection Bring back the drama en collaboration avec la mannequin Thanina, qu'il décrit comme un vestiaire composé de dix ensembles, le glamour façon Soap Opera est en première ligne. Velour, simili cuir, palette de couleurs inspiration 90’s et découpes vintage remises au goût du jour.

## Spécificité
Il est spécialisé dans la confection du karakou algérien, un vêtement traditionnel qui a déjà inspiré de grands noms de la couture, comme Elie Saab, Elsa Schiaparelli, Christian Lacroix, Yves Saint Laurent. Il le modernise et en fait également un vêtement pour les hommes, alors qu'il était traditionnellement féminin. Il affirme que la confection d'un karakou peut durer plus d'une année et déclare : « Il m’arrive d’utiliser plus de 150 techniques de broderie et de perlage, faites exclusivement à la main. »,,
Il est adepte du fait-main : les broderies de luxe sur ses vêtements sont toujours faites à la main uniquement. Il travaille avec des ateliers de couture basés au Moyen-Orient.

## Famille
Eddine est le fils ainé d’une famille de 5 garçons, sa mère lui transmit la passion du dessin, son grand-père maternel également artiste et photographe le poussa à développer sa créativité[réf. souhaitée]. 
Sa tante paternelle Aïcha, couturière, lui transmit l’amour pour les tenues traditionnelles.

## La presse
La presse française et algérienne saluent sa créativité, il participe à un reportage sur France 3  sur la diaspora algérienne en île de France,[source insuffisante]. 
Forbes France le qualifie d'« étoile montante de la haute couture ».
Gazelle Magazine, « magazine de la femme maghrébine », l’appelle « le chouchou de la mode franco-algérienne ».
Dziriya, « magazine de la femme algérienne », le présente comme le « nouveau virtuose du karakou ».